# Hanna Greń
Hanna Greń (ur. 8 stycznia 1959 w Wiśle) – polska pisarka, autorka powieści kryminalnych.

## Życiorys
Urodziła się w 1959 w Wiśle. Mieszkanka Bielska-Białej. Z wykształcenia jest ekonomistką, ukończyła studia w Akademii Ekonomicznej w Katowicach. Do 2014 prowadziła biuro rachunkowe, a niedługo później wydała swoją pierwszą powieść, Cień sprzedawcy snów. Pasjonuje się kryminalistyką. Jej mąż jest emerytowanym policjantem. W 2016 wykryto u niej uszkodzenie nerwów usznych i nieodwracalny ubytek słuchu. W 2021 wszczepiono jej endoprotezę biodrową.

## Twórczość

### Seria:W Trójkącie Beskidzkim
- Uśpione królowe (2019)[2] zmienione wydanie Cienia sprzedawcy snów (2014)
- Cynamonowe dziewczyny (2015)[3]
- Otulone ciemnością (2016)[4]
- Wilcze kobiety (2018)[5]
- Popielate laleczki (2018)[6]

### Seria:Polowanie na Pliszkę
- Jak kamień w wodę (2017)[7]
- Światełko w tunelu (2017)[8]

### Seria:Śmiertelne wyliczanki
- Mam chusteczkę haftowaną (2018)[9]
- Chodzi lisek koło drogi (2019)[10]
- Sam w dolinie (2022)[11]

### Seria:Dioniza Remańska
- Wioska kłamców (2020)[12]
- Więzy krwi (2020)[13]
- Piąte przykazanie (2020)[14]
- Miasto głupców (2021, ISBN 978-83-66736-88-7)
- Śmiertelna dawka (2021)[15]
- Zabójcza terapia (2023, ISBN 978-83-67616-96-6)
- Morderstwo pod choinkę (2024, ISBN 9788368263527)

### Pozostałe
- Wszystkie barwy roku. Wyjątkowe opowieści na 12 miesięcy (2018). Opracowanie zbiorowe[16]
- Awers (2020). Opracowanie zbiorowe[17]
- Upiorne święta (2020). Opracowanie zbiorowe[18]
- Północna zmiana (2021)
- Gasnące światło (2022)[19]
- Klopsiki, krokiety i inne zagadki (2022). Opracowanie zbiorowe[20]